# Pedro Vilardebó
Pedro Vilardebo, nacido el 16 de octubre de 1953 y fallecido el 22 de octubre de 2004 en Santa Eulalia de Ronçana, es un antiguo ciclista profesional español.

## Palmarés
1978
- 1 etapa de la Vuelta a los Valles Mineros

1979
- 1 etapa de la Volta a Cataluña[1]

## Resultados en las grandes vueltas
| Carrera         | 1977 | 1978 | 1979 | 1980 | 1981 |
| --------------- | ---- | ---- | ---- | ---- | ---- |
| Giro de Italia  | 58.º | 76.º | -    | -    | -    |
| Tour de Francia | -    | 40.º | Ab.  | -    | -    |
| Vuelta a España | -    | -    | -    | 18º  | -    |
| Mundial en Ruta | -    | -    | -    | -    | -    |

-: no participa

Ab.: abandono